# Чапаевское муниципальное образование (Ершовский район)
Чапа́евское муниципа́льное образова́ние — сельское поселение в Ершовском районе Саратовской области Российской Федерации.
Административный центр — село Чапаевка.

## География
Расположено в северо-западной части Ершовского муниципального района, у его административной границы с Балаковским муниципальным районом.
Граничит с Марксовским муниципальным районом (на протяжении 5,7 км), Балаковским муниципальным районом (на протяжении 42,6 км), Новосельским муниципальным образованием (на протяжении 48,2 км) и Миусским муниципальным образованием (на протяжении 23,7 км).
Общая площадь муниципального образования — 191,15 кв.км, в том числе земли сельскохозяйственного назначения — 165,32 км² (в том числе пашни — 125 кв.км, пастбищ — 40,32 кв.км).
На территории муниципального образования протекают 2 реки (Большой Кушум, Миусс) и имеется 12 прудов.

## История
Статус и границы сельского поселения установлены Законом Саратовской области от 27 декабря 2004 года № 82-ЗСО «О муниципальных образованиях, входящих в состав Ершовского муниципального района»
Законом Саратовской области от 20 апреля 2018 года № 42−ЗСО Кушумское, Новосельское и Чапаевское муниципальные образования преобразованы, путём их объединения, во вновь образованное муниципальное образование «Новосельское муниципальное образование Ершовского муниципального района Саратовской области», наделённое статусом сельского поселения с административным центром в посёлке Новосельский.

## Население
| 2010 | 2011 | 2012 | 2013 | 2014 | 2015 | 2016 |
| ---- | ---- | ---- | ---- | ---- | ---- | ---- |
| 989  | ↘984 | ↘964 | ↘932 | ↘905 | ↘897 | ↘862 |
| 2017 | 2018 |      |      |      |      |      |
| ↘856 | ↘848 |      |      |      |      |      |

## Состав сельского поселения
| № | Населённый пункт | Тип населённого пункта       | Население |
| - | ---------------- | ---------------------------- | --------- |
| 1 | Дмитриевка       | село                         | ↘334      |
| 2 | Коптевка         | село                         | ↘87       |
| 3 | Чапаевка         | село, административный центр | ↘568      |

## Инфраструктура
На  территории  сельского  поселения расположены две школы, два детских сада, дом культуры, два фельдшерско-акушерских пункта, два отделения почты, сберкасса, две библиотеки.
На территории Чапаевского муниципального образования расположен известный бальнеологический и грязелечебный курорт им. В. И. Чапаева (ранее называвшийся Столыпинские минеральные воды).